# Беляев, Тимофей Михайлович
Тимофей Михайлович Беляев (26 января (7 февраля) 1843 — 7 (20) октября 1915, Петроград, Российская империя) — русский военный и общественный деятель, генерал от артиллерии (1911).

## Биография
Сын генерал-майора Михаила Алексеевича Беляева и дочери статского советника Софии Захаровны Кадьян.
В службу вступил в 1861 году. В 1862 году после окончания Первого кадетского корпуса произведён в подпоручики и определён в 2-ю артиллерийскую бригаду.
В 1863 году произведён в поручики, в 1867 — в штабс-капитаны и переименован в поручики гвардии. В 1870 году произведён в штабс-капитаны гвардии, в 1873 — в капитаны гвардии. В 1877 году произведён в полковники с назначением начальником отделения Главного артиллерийского управления. С 1879 года — командир 3-й батареи 3-й гвардейской гренадерской артиллерийской бригады.
В 1890 году произведён в генерал-майоры с назначением командиром 17-й артиллерийской бригады. С 1892 года назначен командиром 23-й артиллерийской бригады. В 1895 году назначен командиром лейб-гвардии 2-й артиллерийской бригады. С 1896 года был командиром лейб-гвардии 1-й артиллерийской бригады.
В 1899 году произведён в генерал-лейтенанты с назначением начальником артиллерии 2-го Кавказского армейского корпуса. С 1901 года — начальник 11-й пехотной дивизии. С 1903 года — комендант Кронштадтской крепости.
С 1908 года — почётный опекун Опекунского совета Ведомства учреждений императрицы Марии Фёдоровны.
8 февраля 1911 года был произведён в генералы от артиллерии.
Умер в Петрограде 7 (20) октября 1915 года.

## Награды
Российские:
- Орден Святого Станислава 3-й степени (1864)
- Орден Святой Анны 3-й степени (1870)
- Орден Святого Станислава 2-й степени (1872)
- Орден Святой Анны 2-й степени (1874)
- Орден Святого Владимира 4-й степени  (1878)
- Орден Святого Владимира 3-й степени (1882)
- Орден Святого Станислава 1-й степени (1893)
- Орден Святой Анны 1-й степени (1896)
- Орден Святого Владимира 2-й степени (6.12.1902)
- Орден Белого орла (6.12.1905)
- Знак отличия беспорочной службы за XL лет (22 августа 1905)
- Орден Святого Александра Невского (1906; бриллиантовые знаки — 25.03.1912)

Иностранные:
- Австрийский орден Франца Иосифа-го класса (1897)
- Французский орден Почётного Легиона командор (1897)
- Прусский орден Короны 1-го класса (1898)
- Румынский орден Короны Большого креста (1899)

## Семья
Пять детей от первой жены — Мария Ивановна Эллиот (1844—1875):
- Мария (1866—1922) — вторая жена юриста А. Л. Блока, отца поэта А. А. Блока.
- Сергей (1867—1923)
- Михаил (1869 — после 1948) — генерал-майор
- Владимир (1873—1941/42)
- Иван (1875—1957) — русский и парагвайский военный деятель, почётный гражданин Республики Парагвай

Через несколько дней после рождения Ивана первая жена умерла от осложнений родов, и через год Беляев женился на Марии Николаевной Септюриной (1860—1934). Их дети:
- Николай (1878—1955) — учёный-металлург
- Тимофей (1880—1918), полковник, утоплен на барже в Кронштадте.